# Helena Vondráčková
Helena Vondráčková (Praga, 24 de junio de 1947) es una cantante checa de pop. 

## Biografía
Ganadora del premio "El ruiseñor de oro" en 1965, de 1968 a 1970 formó parte del famoso grupo de pop Golden Kids junto a Marta Kubišová y Václav Neckář. Después de la disolución "de facto" del grupo el 3 de febrero de 1970, con la prohibición de Kubišová de las apariciones en público, continuó por su cuenta realizando una serie de álbumes discográficos de gran éxito, entre los cuales se recuerdan el primer Růže kvetou dál (1969) y el segundo Ostrov Heleny Vondráčkové (1970), donde Marta Kubišová contribuyó con los coros.
Activa durante todos los años setenta en su patria y en los países del bloque socialista (principalmente la URSS donde en 1972 se celebró un muy aclamado concierto en Años 1970 frente a 70.000 personas, en la República Democrática Alemana y Polonia) desde 1977 ha reducido su actividad dedicándose al jazz (Paprsky, 1978) y a los cóvers de música occidental. En 1977, su canción Malovaný džbánku ganó el Gran Premio del Festival de la Canción de Intervisión de Sopot (Polonia).
Los días 26 y el 27 de diciembre de 1989, con la caída del comunismo y la total rehabilitación de Marta Kubišová, Helena, Marta y Václav vuelven a juntarse en el Karlin de Praga por una inesperada reunión de los Golden Kids que los verán participar comprometidos en una exitosa serie di conciertos y shows de televisión (Lucerna, Praga 3 de noviembre de 1994 y 2003). Para recordar recientemente el concierto de Havel (2003) y el tour con Karel Gott (enero de 2004).
En 2013 colaboró con Andrea Dessì de los Marea grabando la versión en checo de su hit Non vivo più senza te (Nemůžu bez tebe žít, No vivo más sin ti) y su inédito Fuego Lento (Oheň Lásky).

## Discografía parcial
1. Růže kvetou dál (1969)
2. Ostrov Heleny Vondráčkové (1970)
3. Helena! Helena! Helena! (1972)
4. Isle Of Helena (1972)
5. Helena a Strýci (1974)
6. Film Melodies (1975)
7. S písní vstříc ti běžím (1977)
8. Paprsky (1978),
9. Múzy (1980)
10. Music (1980)
11. Helena singt Billy Joel (1981)
12. Sblížení (1981)
13. Zrychlený dech (1982)
14. Přelety (1983)
15. Ode mne k tobě (1984)
16. Sprint (1985)
17. I'm Your Song (185)
18. Sólo pro tvé oči (1986)
19. Helena zpívá Ježka (1986)
20. Skandál (1988)
21. Přejdi Jordán (1990)
22. Kam zmizel ten starý song (1992)
23. The Broadway Album (1993)
24. Vánoce s Helenou (1995)
25. To je šoubyznys (1996)
26. Vánoce s Helenou 2 (1996)
27. Helena v Lucerně 1 a 2 (1997)
28. Nevzdám se hvězdám (1998)
29. Zlatá Helena (1999)
30. Vodopád (2000)
31. Platinová Helena (2002)
32. Helena 2002 (2002)
33. Hádej (2003)
34. Rendez-Vous (2004)
35. Zlatá kolekce (2005)
36. Zastav se, ... a poslouchej (2007)